# Медальный зачёт на летних Паралимпийских играх 2020
На XVI летних Паралимпийских играх, которые прошли с 24 августа по 5 сентября 2021 года в японском Токио, будет разыграно 539 комплекта медалей. Впервые на играх разыграют медали в бадминтоне — 14 комплектов; в тхэквондо — 6 комплектов, в то время как футбол 7x7 и гребля на байдарках и каноэ были исключены из списка видов спорта из-за малочисленного интереса со стороны международных организаций.
После окончания зимних Паралимпийских игр в Пхёнчхане Международный паралимпийский комитет восстановил членство Паралимпийского комитета России. Однако по решению международного антидопингового агентства (WADA) от 9 декабря 2019 года и Спортивного арбитражного суда (CAS) от 18 декабря 2020 года российские спортсмены до 16 декабря 2022 года не смогут выступать под флагом и гимном России. В связи с этим Международный паралимпийский комитет принял решение, что российские спортсмены выступят на Играх в Токио в составе сборной Паралимпийского комитета России, при этом были сняты все ограничения на участие спортсменов, включая тех, которые ранее уже полностью отбыли наказание за нарушение антидопинговых правил.

## Неофициальный медальный зачёт
Таблица медального зачёта основывается на данных Международного паралимпийского комитета (МПК), опубликованных на сайте игр в Токио. Таблица отсортирована по количеству медалей высшего достоинства («золото») выигранных участниками национальных паралимпийских комитетов (НПК). Далее следует количество выигранных медалей среднего («серебро») и низшего достоинств («бронза»). Если НПК имеют в общем итоге одинаковое количество выигранных медалей, то страны сортируются в алфавитном порядке русского языка.

Жирным выделено наибольшее количество медалей в своей категории; страна-организатор также выделена.
|       | Общее количество медалей | Общее количество медалей | Общее количество медалей | Общее количество медалей | Всего |
| Место | Страна                   | Золото                   | Серебро                  | Бронза                   | Всего |
| ----- | ------------------------ | ------------------------ | ------------------------ | ------------------------ | ----- |
| 1     | Китай                    | 96                       | 60                       | 51                       | 207   |
| 2     | Великобритания           | 41                       | 38                       | 45                       | 124   |
| 3     | США                      | 37                       | 36                       | 31                       | 104   |
| 4     | ПКР                      | 36                       | 33                       | 49                       | 118   |
| 5     | Нидерланды               | 25                       | 17                       | 17                       | 59    |
| 6     | Украина                  | 24                       | 47                       | 27                       | 98    |
| 7     | Бразилия                 | 22                       | 20                       | 30                       | 72    |
| 8     | Австралия                | 21                       | 29                       | 30                       | 80    |
| 9     | Италия                   | 14                       | 29                       | 26                       | 69    |
| 10    | Азербайджан              | 14                       | 1                        | 4                        | 19    |
| 11    | Япония                   | 13                       | 15                       | 23                       | 51    |
| 12    | Германия                 | 13                       | 12                       | 18                       | 43    |
| 13    | Иран                     | 12                       | 11                       | 1                        | 24    |
| 14    | Франция                  | 11                       | 15                       | 28                       | 54    |
| 15    | Испания                  | 9                        | 15                       | 12                       | 36    |
| 16    | Узбекистан               | 8                        | 5                        | 6                        | 19    |
| 17    | Польша                   | 7                        | 6                        | 12                       | 25    |
| 18    | Венгрия                  | 7                        | 5                        | 4                        | 16    |
| 19    | Швейцария                | 7                        | 4                        | 3                        | 14    |
| 20    | Мексика                  | 7                        | 2                        | 13                       | 22    |
| 21    | Новая Зеландия           | 6                        | 3                        | 3                        | 12    |
| 22    | Израиль                  | 6                        | 2                        | 1                        | 9     |
| 23    | Канада                   | 5                        | 10                       | 6                        | 21    |
| 24    | Индия                    | 5                        | 8                        | 6                        | 19    |
| 25    | Таиланд                  | 5                        | 5                        | 8                        | 18    |
| Всего | Всего                    | 539                      | 540                      | 589                      | 1668  |